# 砂漠緑化

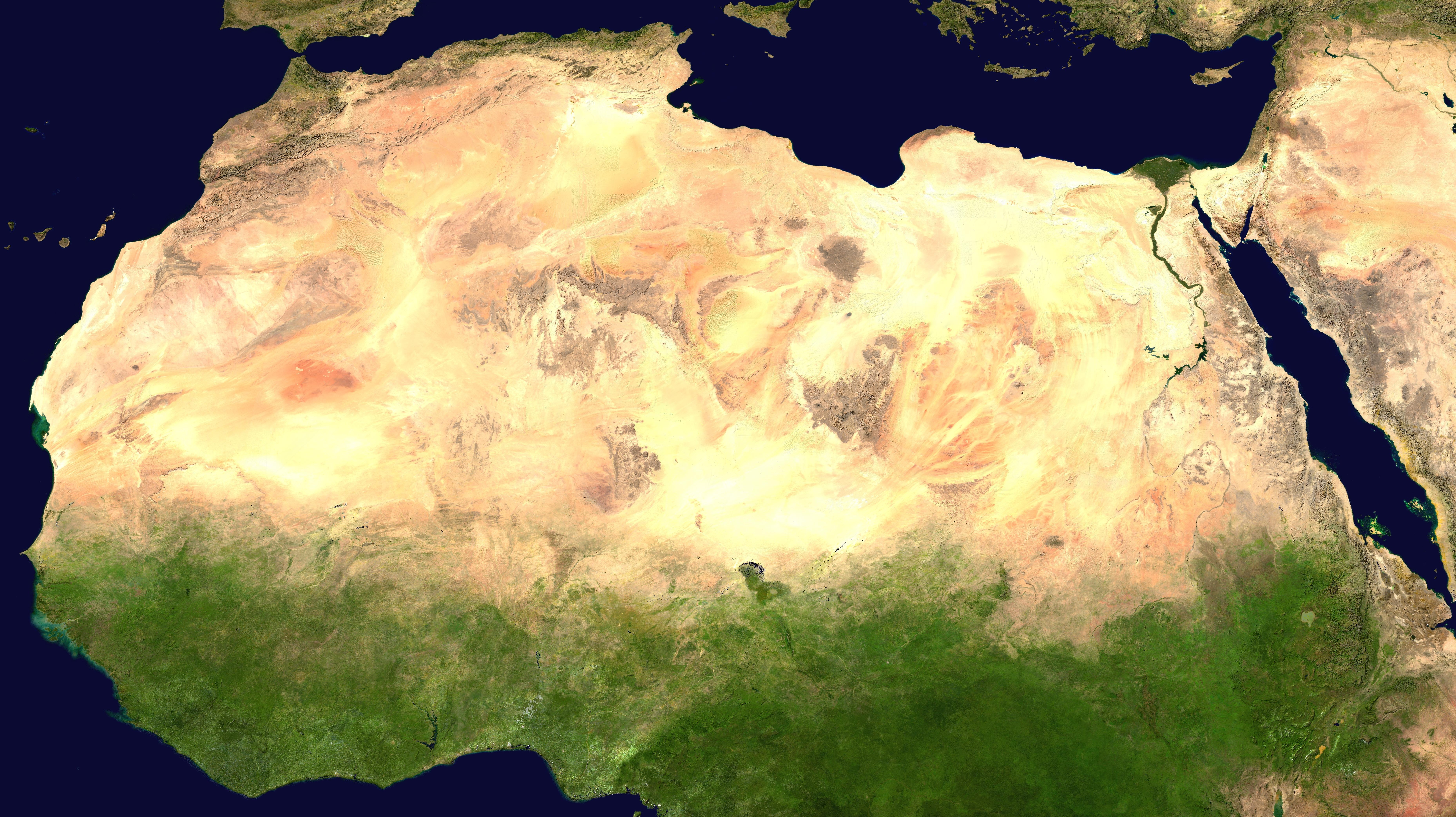
サハラ砂漠

砂漠緑化（さばくりょくか）は、砂漠に草木を植えること、あるいはそれらが育つような算段をすることをいう。「さばくりょっか」と読まれることも多い。
砂漠の緑化の試みは世界各地で行なわれており、その主な目的を以下に挙げる。
- 砂漠化進行の阻止
- 農地の拡大による食糧・エネルギー生産量の増加
- 二酸化炭素の固定による地球温暖化防止

活動の主体はNGO・企業・政府などさまざまである。温暖化防止を主目的として緑化を行っていることが多く、京都議定書の影響がうかがわれる。また、（企業）イメージの向上も目的に含まれることがあると思われる。

## 技術と課題

### 水の確保
大きな河川がある場合は、一般的な灌漑設備による水の導入や、ポンプで水を汲み上げることが考えられる。海の近くでは海水淡水化による水の供給が可能である。ただしポンプの設置や海水淡水化のコストは高く、砂漠の多くの面積を占める開発途上国ではODAやNGOの援助がなければ導入は困難である。また持続的に利用可能な動力源・電源の確保が不可欠であり、そのために風力発電・太陽光発電を併設することもある。
技術革新によって海水淡水化のコストは淡水1tあたり45セントと、地中海をまたいだ河川水のタンカー運搬コストより安価になった。原子力海水淡水化によって更に淡水製造コストが下がることにより、河川に依存しない大規模な灌漑が可能になると見られている。原子力海水淡水化のコストは1tあたり35セント、内陸500kmパイプライン輸送費は1tあたり1ドル20セント前後と見られている。

### 灌漑
灌漑には以下の方法がある。
地表灌漑
十分な水源が不可欠で、地形などの制約も多く水の損失も大きい（一般に、砂漠は湿度が低く日中の気温が高いので、水が蒸発しやすい）。しかし、もっとも簡便な方法であり、導入・維持のコストは安い。
散水
コストは比較的安いが、蒸発による水の損失も大きい。大規模な草地・農地を造る場合に有効である。また、上記の方法に比べて、均一に水をまくことができる。
点滴
水の損失は少ないものの、設置・維持のコストは高い。水の確保が困難な場所で、特に樹木を育てる場合に有効である。

### 水の有効利用
保水性の向上
土・砂に高吸水性高分子（吸水性ポリマー）を混ぜ込むことで、水の蒸発・流失を減少させる。特に水の確保が困難な地域で有効であるが、コストが高く今後の改良が期待される部分である。上記の灌漑と併せて用いられることが多い。

### 排水
灌漑を行って排水が不十分である場合、地下水面が上昇し、毛細管現象によって塩類を含んだ地下水が地表に到達し吸い上げられ続ける。結果として塩類が蓄積し植物が育たない土地となる塩害の危険性があり、乾燥地での灌漑を行う際には、十分な注意が必要である。砂漠に多い粘土質の土壌は毛細管現象を起こしやすい（粒径が小さいほど、毛細管現象が起こる）ので、より粒子が粗く毛細管現象を起こしにくい砂を客土したり、排水管を埋設したり、樹木を植えて吸水させたりするなどの手段がとられる。

### 植物種の選定
植物の中には、乾燥ストレス耐性（多肉植物などが乾燥に強い）や塩ストレス耐性が強い植物があり、その種の特性の研究・利用は砂漠緑化に有用である。また、バイオテクノロジーによって各種の耐性を強化した遺伝子組み換え植物も開発されており、砂漠緑化の推進が期待される。

## 問題点
一部繰り返しになるが、砂漠緑化の（潜在的な）問題点をあげる。
- 砂漠にも固有の生態系がある。よって、 導入される植物が遺伝子組み換え植物であるかどうかにかかわらず、砂漠の生態系への影響に対して細心の注意を払う必要がある。また、緑化によって引き起される気候の変化も、砂漠の生態系に甚大な影響を与えうる。
  - たとえば 風によって海まで飛ばされた砂漠の砂からは、鉄をはじめとした微量栄養素が溶出するため、砂漠の砂は海洋生態系を支える重要な栄養源の一つと考えられている。
- 不注意により塩害を起こすと、かえって砂漠化を悪化させ、緑化をより困難にする。

よって砂漠を緑化する際には、緑化の手段・可否、環境への影響・結果を十分に予測、評価しなければならない。

## 具体的な事例
- 大山修一（京都大学教授）はニジェールの砂漠に都市から出るゴミを散布することで、砂漠の緑化を行っている。ゴミのうちプラスチックなどが表土の保護と保水の役割を果たし、生ゴミなどの有機物が肥料及び種子の役割を果たしている。緑化した砂漠は住民の畑や牧草地などに利用され農村の人々の生活を改善している[1][2]。
- 杉山龍丸はユーカリの植林などを行いインドのパンジャーブ地方の緑化を1970年代に成功させ、インド各地の砂漠緑化を成功させている。
- 清水正元はクウェート科学研究所砂漠緑化プロジェクト・リーダーとして砂漠を土壌固定材で風食を防止し植生を促した上で緑化を成功させている。
- エジプトでは1997年から南部トシュカでナセル湖の水による大規模緑化を行い、2017年までに300万人を定住させる計画を進めているが、移住が進まず難航している[3]。
- 福岡正信は粘土団子により自然がもつ力を使った砂漠緑化を行なっている。
- 遠山正瑛は中国の内モンゴル自治区にあるクブチ砂漠における植林活動が評価されマグサイサイ賞を受賞し、NHKの番組『プロジェクトX』で放送された。
- アフガニスタンのガンベリー砂漠（中村哲ら）